# Таран, Александр Фёдорович
Александр Фёдорович Таран (род. 28 июня 1951, село Александровское, Ставропольский край, РСФСР, СССР) — российский пчеловод из села Александровское Ставропольского края. Стал известен благодаря тому, что совершил 3 убийства и 2 покушения на убийство с целью мести за смерть своих детей.

## Биография

### Жизнь до убийств
Александр Таран родился в 1951 году. После армии работал в совхозе зоотехником, кочегаром и ревизором. Во время рыночных реформ стал пасечником. У него был хороший дом, приусадебное хозяйство, жена Надежда, дочь Наталья (1974—1994) и сын Владимир (1977—2001).
В середине 1990-х годов у семьи Тарана начались большие проблемы. Его дочь Наталья влюбилась в наркомана и вскоре сама стала принимать наркотики. В июне 1994 года она попала в больницу в тяжёлом состоянии, вызванном передозировкой наркотиков, где и скончалась; возможно, от аллергического шока, вызванного уколом, который ей сделали медики. Александр Таран подал в суд на врача Коноплянкина, который дежурил в тот день в реанимации (по некоторым данным, Коноплянкин уже давно страдал от алкоголизма), но доктор в конечном счёте был полностью оправдан.
Надежда Таран тяжело переживала смерть Натальи. Спустя год после её гибели она уехала на заработки в Грецию, где сошлась с другим мужчиной и осталась там жить. Сам же Таран вскоре сошёлся с другой женщиной из своего села (Натальей Задорожной), но при этом с женой Надеждой официально не развёлся. Он старался уделять максимум заботы своему сыну Владимиру, который имел проблемы с психикой и алкоголем.
В октябре 2001 года в Александровском справляли День села. На местной дискотеке в самый её разгар произошла ожесточённая драка, в ходе которой Владимир Таран погиб. За драку на дискотеке был арестован Мурат Ижаев — племянник местного крупного предпринимателя Магомеда Эркенова, но его вина в убийстве Владимира Тарана не была установлена, и дело было закрыто. Александр Таран считал, что следователей, которые вели это дело, подкупил дядя подозреваемого.

### Убийства и покушения
В 2002 году Александр Таран купил в Моздоке два автомата Калашникова. В ночь с 31 декабря 2002 года на 1 января 2003 года, спустя 15 минут после праздничного боя курантов, Таран из автомата обстрелял окна дома Эркенова. Никто не пострадал, личность стрелка осталась неизвестной.
21 мая 2003 года Таран в упор расстрелял 53-летнего Магомеда Эркенова у калитки его же дома. Его жена спустилась к мужу, но он был уже мёртв. Неподалёку была обнаружена лежанка убийцы, было выяснено, что стрелок долго его выжидал. Александр выпустил 12 пуль, из которых 8 попало в Эркенова.
5 сентября 2003 года Таран обстрелял окна дома бывшего главного врача районной больницы Владимира Гресева. Врач остался жив, но из-за ранения в плечо стал инвалидом; умер через месяц после ареста Тарана.
На тот момент считалось, что убийц было двое, и у каждого свои мотивы.
20 октября 2003 года Таран расстрелял 38-летнего старшего оперуполномоченного Олега Танчика, а 21 июня 2004 года убил начальника криминальной милиции Александровского ОВД Владимира Штану.
На майские праздники 2005 года командир взвода ДПС Андрей Радченко остановил «Волгу» Тарана, тот отказывался проходить медицинское освидетельствование, и его автомобиль отогнали на штрафстоянку, а его самого приговорили к 120 часам исправительных работ за оскорбление милиционеров и драку с ними. 27 ноября 2005 года Таран обстрелял Радченко из автомата, тот был ранен, но выжил.
Следствие по делу об убийствах и покушениях шло очень долго. Александра Тарана в совершении данных преступлений никто не подозревал.

### Арест, следствие и суд
В мае 2007 года Александр Таран за незаконное хранение боеприпасов получил год условно с испытательным сроком один год. По словам сожительницы, их когда-то принёс со стрельбища впоследствии погибший сын Александра Тарана — Владимир.
Улики против Тарана в связи с совершением убийств и покушений были обнаружены случайно. В 2008 году один из жителей Александровского грибник Василий Кротов нашёл в лесу завёрнутый в халат автомат Калашникова с самодельным глушителем. Во время обхода ремонтных мастерских один из местных слесарей опознал глушитель и сказал, что его заказал Таран, назвавший глушитель насадкой для газовой горелки.
В тот же день Александр Таран был арестован. При обыске в его доме был найден газовый пистолет, переделанный под боевой. На найденном в лесу автомате был обнаружен волос, принадлежавший Тарану. Знакомый Тарана выдал милиции второй автомат, который тот передал ему на хранение. Экспертиза установила, что из этих автоматов были совершены 3 убийства и 2 покушения в Александровском. Первоначально Таран сознался в убийствах, но не стремился к сотрудничеству со следствием. Материалы дела составили 35 томов.
Несмотря на большое количество улик, суд присяжных 29 мая 2009 года полностью оправдал Тарана. Приговор был обжалован и опротестован прокуратурой. 3 сентября 2009 года Верховный суд России отклонил оправдательный вердикт и направил дело на новое рассмотрение. Таран был повторно привлечён к суду. Новый суд присяжных признал его виновным.
9 декабря 2009 года Ставропольский краевой суд приговорил Александра Тарана к 23 годам лишения свободы; кроме того, суд постановил взыскать с осуждённого в пользу выживших потерпевших и родственников убитых 1 050 000 рублей компенсации за причинённый моральный ущерб. Таран не признал себя виновным и вместе со своим адвокатом Вячеславом Савиным попытался обжаловать приговор, но решением Верховного суда России от 16 марта 2010 года приговор был оставлен в силе.

## Мнения об уголовном деле
Дело Александра Тарана вызвало большой резонанс во всей России. Жители села Александровское, где проживал Таран до ареста, высказывали разное отношение к своему односельчанину. Одни поддерживали его за попытку возмездия, другие осуждали его за кровавый самосуд. Также на это дело отреагировали и представители власти.
Владимир Лукин:
Скажу сразу, что к подобным попыткам добиться справедливости отношусь резко отрицательно. Хотя такие случаи меня не удивляют. В стране, где существует негативное отношение к суду, к правосудию, где ряд сотрудников правоохранительных органов довольно высокого ранга коррумпированы, многие граждане берутся за оружие, чтобы восстановить справедливость. Но данное решение проблемы совершенно недопустимо. Что будет, если каждый пострадавший начнёт убивать своих обидчиков? Начнётся хаос и резня. И таких «ворошиловских стрелков» будет всё больше, если следствие и суды не будут работать в строгом соответствии с законом. Право должно работать ежечасно, честно и энергично.
Станислав Говорухин комментировать случай Тарана отказался.
По мнению адвоката Вячеслава Савина, во время второго процесса были отмечены нарушения прав подсудимого. Некоторые улики против Тарана были признаны непригодными.
Профессионализм, с которым были совершены некоторые преступления, вызывает сомнения в виновности Тарана; в частности, в случае с убийством Эркенова убийца предварительно вывел из строя камеры наблюдения у его дома и стрелял прицельно. Один из жителей села позже рассказывал, что родственники Эркенова непременно отомстили бы Тарану, если бы были уверены в его виновности.
Мать Олега Танчика также высказала свои сомнения в виновности Александра Тарана:
Олег занимался экономическими преступлениями. Собрал компромат на больших чиновников района. Вскрыл всю чёрную бухгалтерию, где фигурировала неучтённая земля. В понедельник он должен был ехать в Ставрополь с отчётом, а в воскресенье его убили. Жёсткий диск с его компьютера, где хранились все данные, исчез.

## В массовой культуре
- Документальный фильм «Пчеловод. История одного убийцы» из цикла «Честный детектив» (2010)
- Документальный фильм «Самосуд: Меч, разрубающий пустоту» из цикла «Громкое дело» (2010)
- Выпуск «Жажда мести» телепередачи «Внимание, розыск!» (2011)
- Документальный фильм «Месть пасечника» из цикла «Криминальные хроники» (2012)
- Документальный фильм «Александровский стрелок» из цикла «Выводы следствия» (2019)